# Baltasar Pardo de Figueroa
Baltasar Pardo de Figueroa (Betanzos, 1619 - Lima, c. 1678) fue un militar español del siglo XVII y gobernante de Indias, general de la Armada del Mar del Sur, gobernador del Tucumán (1643-1644) y de otras provincias del virreinato del Perú.
Su nombre se registra en las fuentes con algunas variantes, conforme a la indeterminación ortográfica y antroponímica propia de la época. A veces con el nombre de pila escrito en la forma Baltazar; o con omisión del apellido Pardo; o con adición, tras el apellido Figueroa, de los maternos Guevara o Lopidana (o Lupidana).

## Biografía
De linaje hidalgo, Baltasar Pardo de Figueroa nació en la ciudad de Betanzos, Galicia, en los primeros días del año 1619, y fue bautizado el 13 de enero en la iglesia matriz de Santiago o en la de Santa María del Azogue. Fue hijo segundón de Ares Pardo de Figueroa, señor de la Torre de Figueroa y de la casa de Pardo de Cela, caballero de la Orden de Santiago, capitán general del Reino de Galicia, y de María de Lopidana y Guevara, su mujer, natural de Lopidana en la provincia de Álava e hija del licenciado Juan Díez de Lopidana, oidor de la Real Audiencia de Charcas, y de Ana de Guevara.
En 1636 empezó a servir al rey español en la escuadra de Galicia, y al año siguiente marchó a Francia, donde combatió con bravura contra los de Condé a las órdenes del general Lope de Hoces y de Alonso de Idiáquez. En 1638 sirvió en la defensa de Fuenterrabía, asignado como capitán con patente real a una de las compañías de Infantería del Principado de Asturias.
En 1639 pasó al Perú en compañía del virrey Pedro de Toledo, marqués de Mancera.

### Gobierno del Tucumán (1642-1643)
Fue designado gobernador por el virrey Mancera en 1642, con la perentoria misión de organizar una fuerza y conducirla hacia el puerto de Buenos Aires, que estaba amenazado por una invasión portuguesa procedente del Brasil. Reunió en seguida un contingente en que figuró la principal nobleza de la provincia, reforzado por tropas que vinieron de otros confines del Perú, y al frente de este ejército derrotó y expulsó a los invasores.
Durante su gobierno, favoreció que los religiosos jesuitas regresaran a esta jurisdicción para misionar a los indios calchaquíes.

### Últimos años
En 1653 se cruzó caballero de la Orden de Santiago.
Fue gobernador del Presidio del Callao y de las armas del reino del Perú, general en jefe de la Armada del Mar del Sur, y también corregidor y justicia mayor de las provincias de Chayanta, Cabana, Cabanillas y Saña.
Se retiró de la milicia en agosto de 1661, tras 26 años de servicio.
Al final de su vida, y para premiar sus servicios, el rey Carlos II le nombró marqués de Figueroa por Real Decreto del 6 de mayo de 1675. Título nobiliario que solo fue efectivo en cabeza de su hijo de igual nombre, a cuyo favor se despachó la Real Carta el 10 de octubre de 1679, por haber fallecido su padre en el ínterim.
Murió en Lima de una estocada hacia 1678.

## Matrimonio y descendencia
Hacia 1655 se casó en el Perú con Juana de Sotomayor Manrique de Lara, natural de la ciudad de La Plata, capital de la audiencia de Charcas, que fue bautizada en esta catedral el 26 de junio de 1632 y testó en Lima el 8 de septiembre de 1688 ante Francisco Pérez de Soto. Hija de Cristóbal de Sotomayor Manrique de Lara, natural de Mérida, Extremadura, bautizado en Santa María el 16 de marzo de 1581, y de Ana de Ondegardo y Ribera, natural de La Plata y bautizada en la catedral el 28 de julio de 1611; nieta de Francisco de Sotomayor y de Leonor de Tapia Manuel y Manrique, que pasaron al Perú en 1582, y materna de Polo de Ondegardo y Contreras, natural y alcalde de La Plata, y de María de Ribera, de igual naturaleza. De este matrimonio nacieron seis hijos. En su descendencia se sucedieron los marquesados de Figueroa, la Atalaya y San Lorenzo del Valleumbroso.